# Göran Johansson (socialdemokrat)
Bengt Göran Lennart Johansson, född 31 augusti 1945 i Gamlestads församling i Göteborg, död 23 oktober 2014 i Kortedala församling i Göteborg, var en svensk socialdemokratisk kommunpolitiker och metallarbetare. Han var kommunstyrelsens ordförande i Göteborg åren 1988–1991 och 1994–2009, och kallades ofta Göteborgs starke man.

## Biografi
Göran Johansson växte upp i en tvåbarnsfamilj i Gärdsås i Bergsjön. Fadern var snickare och modern städare, båda på SKF. Han var gift med Elisabeth Johansson, född 1945 i Vasa församling, Göteborg. De bodde först i Hjällbo och från 1974 i en bostadsrättslägenhet i Kortedala. Dottern Anna Johansson engagerade sig tidigt som socialdemokratisk politiker och har bland annat varit ordförande för Göteborgs socialdemokratiska partidistrikt (2007–2019), riksdagsledamot (2014–2022) och Sveriges infrastrukturminister (2014–2017).
Johansson började på SKF:s fyraåriga verkstadsskola 1959, där han utbildades till reparatör. På SKF var han 1972–1982 ordförande i Metalls verkstadsklubb och från 1975 även arbetstagarrepresentant i bolagsstyrelsen. Det senare uppdraget hade han kvar till 2008.
Han var kommunstyrelsens ordförande i Göteborg åren 1988–1991 och på nytt från 1994 till 2009. Han hade ett stort antal uppdrag och var styrelseledamot i flera kommunala bolag, såsom Liseberg, Göteborg & Co och Business Region Göteborg. Hans engagemang för staden Göteborg är omvittnat och han var drivande för tillkomsten av GöteborgsOperan, Universeum, Götatunneln, utvecklingen av Göteborgs fjärrvärmenät, Norra Älvstranden, nya Gamla Ullevi och Göteborgskalaset.
År 2005 lämnade Johansson sitt uppdrag som ledamot i socialdemokraternas partistyrelse och verkställande utskott (VU). I samband med det kritiserade han partiordföranden Göran Persson för toppstyrning av partiet. Trots påstötningar och övertalningsförsök lät Johansson sig inte rekryteras till rikspolitiken. Många röstade på socialdemokraterna i kommunalvalet men inte till riksdag och landsting. Det har beskrivits som Johansson-effekten och den var som mest påtaglig valåret 2006 då socialdemokraterna fick 36 procent i kommunalvalet, sju procentenheter mer än i riksdagsvalet.
Johansson blev uppmärksammad hösten 2007 då han lanserade förslaget att personer som söker uppehållstillstånd och som kommit till Sverige med hjälp av människosmugglare, borde utvisas. Partiledaren Mona Sahlin avvisade förslaget med kommentaren att "slutsatsen kan aldrig vara att behandla de flyktingar som blivit utsatta för smuggling kollektivt".
I september 2008 meddelade Johansson, att han skulle avgå som ordförande för Göteborgs kommunstyrelse, och i november valdes Anneli Hulthén till hans efterträdare. Hon tillträdde i början av 2009, men Johansson satt kvar i kommunfullmäktige till mandatperiodens slut 2011.
Den 23 oktober 2014 avled Johansson efter en längre tids sjukdom.

## Eftermäle
Peter Hjörne skrev i sin nekrolog, i liberala Göteborgs-Posten: "Om Göran Johansson kan man säga med Dag Hammarskjöld: 'En man som blev vad han kunde och var vad han var.'"
Socialdemokratiska Aftonbladets rubrik på nekrologen löd: "Kvicktänkt och slagfärdig styrde han med fast hand och järnvilja."